# 特羅斯季亞涅齊 (季夫里夫區)
49°6′13″N 28°36′27″E / 49.10361°N 28.60750°E
特羅斯佳涅茨（烏克蘭語：Тростянець）是位於烏克蘭西南部文尼察州裏文尼察區的村莊，始建於1652年，面積32.06平方公里，海拔高度286米，2024年人口1,134，人口密度每平方公里42.76人。